# Hemilamprops izuanus
Hemilamprops izuanus är en kräftdjursart som beskrevs av Hiroshi Harada 1959. Hemilamprops izuanus ingår i släktet Hemilamprops och familjen Lampropidae. Inga underarter finns listade i Catalogue of Life.